# Edoardo Zambanini
Edoardo Zambanini (Riva del Garda, 21 de abril de 2001) es un ciclista italiano que compite con el equipo Bahrain Victorious.

## Biografía
Después de probar suerte en el fútbol, Edoardo Zambanini comenzó a andar en bicicleta a los cinco años y comenzó a competir a los siete años en la Ciclistica Dro. Su hermano Dennis también fue ciclista hasta juniors, al igual que su hermana Marilisa, que se convirtió en jugadora de voleibol.
En las categorías juveniles, corre tanto en ruta como en pista. En 2019 se destacó entre los júniors (menores de 19 años) al terminar segundo en el Gran Premio Sportivi di Sovilla, cuarto en el campeonato italiano, décimo en el campeonato europeo de ruta y decimocuarto en el Tour du Pays de Vaud. Luego se unió al club Zalf Euromobil Fior en 2020, por su tiempo con los aspirantes (sub-23). Buen escalador, destacó en septiembre al acabar décimo y mejor joven del Giro Ciclistico d'Italia. También fue seleccionado para el equipo italiano para competir en la Giro de Toscana, donde terminó 22.º.
A principios de 2021 ocupó el duodécimo lugar en el Per semper Alfredo entre los profesionales.
En 2022 fichó por el equipo ciclista profesional de Baréin Bahrain Victorious de categoría UCI WorldTeam (máxima categoría de equipos ciclistas).

## Palmarés
| \| Resultados en categoría amateur \| \| ------------------------------- \| \| 2020 - Coppa Ciuffenna \| 2024 - 3.º en el Campeonato de Italia en Ruta |
| Resultados en categoría amateur |
| 2020 - Coppa Ciuffenna |

## Resultados en Grandes Vueltas y Campeonatos del Mundo
| Carrera         | Carrera         | 2021 | 2022 | 2023 | 2024 | 2025 |
| --------------- | --------------- | ---- | ---- | ---- | ---- | ---- |
|                 | Giro de Italia  | —    | —    | 40.º | 27.º | 27.º |
|                 | Tour de Francia | —    | —    | ―    | —    | —    |
|                 | Vuelta a España | —    | 36.º | —    | ―    | —    |
| Mundial en Ruta | Mundial en Ruta | —    | —    | —    | 45.º | ―    |

—: No participa

Ab.: Abandona

## Equipos
- Zalf Euromobil Fior (2021)
- Bahrain Victorious (2022-)